# Beretta BM 59
Beretta BM 59 — итальянская автоматическая винтовка, разработанная на базе M1 Garand.

## История
К концу 1950-х годов винтовка M1 Garand, принятая на вооружение Италии после Второй мировой войны, безнадёжно устарела, поэтому фирма Beretta, занимавшаяся производством отдельных деталей и сборкой М1, разработала модернизированный вариант M1 под новый патрон 7,62×51 мм НАТО. Образец BM 59  представлял собой облегченный и укороченный вариант винтовки «Гаранд».
Для изготовления винтовки использовались станки и оборудование производственной линии, выпускавшей винтовки M1 и первые винтовки были изготовлены с использованием деталей от винтовок М1. В 1959 году автоматическая винтовка, получившая обозначение BM 59, поступила на вооружение армии Италии и была предложена на экспорт. В 1961 году было отмечено, что конструкция BM 59 лучше продумана, а себестоимость их серийного производства - ниже, чем у автоматической винтовки М-14, однако уже в это время она не вполне соответствовала требованиям, предъявляемым к автоматическим винтовкам стран НАТО и рассматривалась как "промежуточное решение".
Было разработано несколько модификаций винтовки.

## Описание
Основные отличия BM 59 от M1 заключаются в наличии отъёмного коробчатого магазина (стандартным являлся магазин на 20 патронов, но в дальнейшем были разработаны магазины на 14 и 25 патронов); возможности стрельбы очередями; газовом кране, находящемся на газоотводном блоке и связанном с гранатомётным прицелом — при установке прицела в боевое положение газовый тракт перекрывается для возможности стрельбы винтовочными гранатами.
Конструкция затвора допускает снаряжение магазинов из обойм на 10 патронов без отсоединения от винтовки. 
На дульной части ствола установлен дульный тормоз-компенсатор (получивший наименование "Beretta Tri-Compensator").
В комплект поставки винтовки входил штык. В остальном BM 59 аналогична M1 Garand.

## Варианты

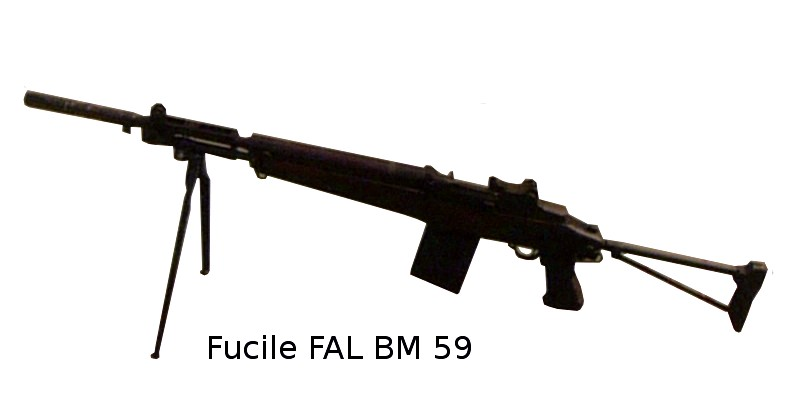
Вариант BM-59 с сошками

- BM 59 Mark I[3] — базовый вариант (выпускалась по лицензии в Индонезии под наименованием SP-1);
- BM 59 Mark II[3] — вариант с деревянной ложей и пистолетной рукояткой;
- BM 59 Mark III[3] (ВМ 59 Ital TA) — вариант для горных частей, отличающийся пистолетной рукояткой и складным металлическим прикладом;
- BM 59 Para — вариант для воздушно-десантных войск, отличающийся от BM59 Mark III укороченным пламегасителем без возможности запуска гранат.
- BM 59 Mark IV[3] — лёгкий ручной пулемёт, отличающийся от базового варианта пластиковой ложей с пистолетной рукояткой и утяжелённым стволом.[4]
- BM-62 — самозарядный гражданский вариант без сошек и дульного тормоза.
- BM-69 — самозарядный гражданский вариант с сошками и дульным тормозом.

Для винтовки были разработаны 22-мм винтовочный гранатомёт (для стрельбы стандартными винтовочными гранатами НАТО), втулка для стрельбы холостыми патронами и сменная "зимняя спусковая скоба" для стрельбы в толстых зимних перчатках.

## Страны-эксплуатанты
- Алжир
- Аргентина: использовалась во время Фолклендской войны[5].
- Бахрейн
- Великобритания: использовались трофейные BM 59 во время Фолклендской войны[5].
- Италия - являлась основным типом стрелкового оружия вооруженных сил Италии, но уже в 1969 году для замены BM-59 была разработана автоматическая винтовка Beretta AR70/.223[1], в конце 1980х гг. началось перевооружение войск на автомат Beretta AR70/90.
- Индонезия: производились по лицензии на Bandung Weapons Factory[5], но в настоящее время в перечне выпускаемой продукции они отсутствуют[6].
- Ливия
- Марокко
- Нигерия: производство было освоено на построенном при содействии ФРГ оружейном заводе DICON в городе Кадуна, но в настоящее время в перечне выпускаемой продукции они отсутствуют[7].
- Эфиопия - некоторое количество BM-59 поступило на вооружение армии Эфиопии, они использовались вместе с оружием других систем[8]